# Turbinicarpus valdezianus

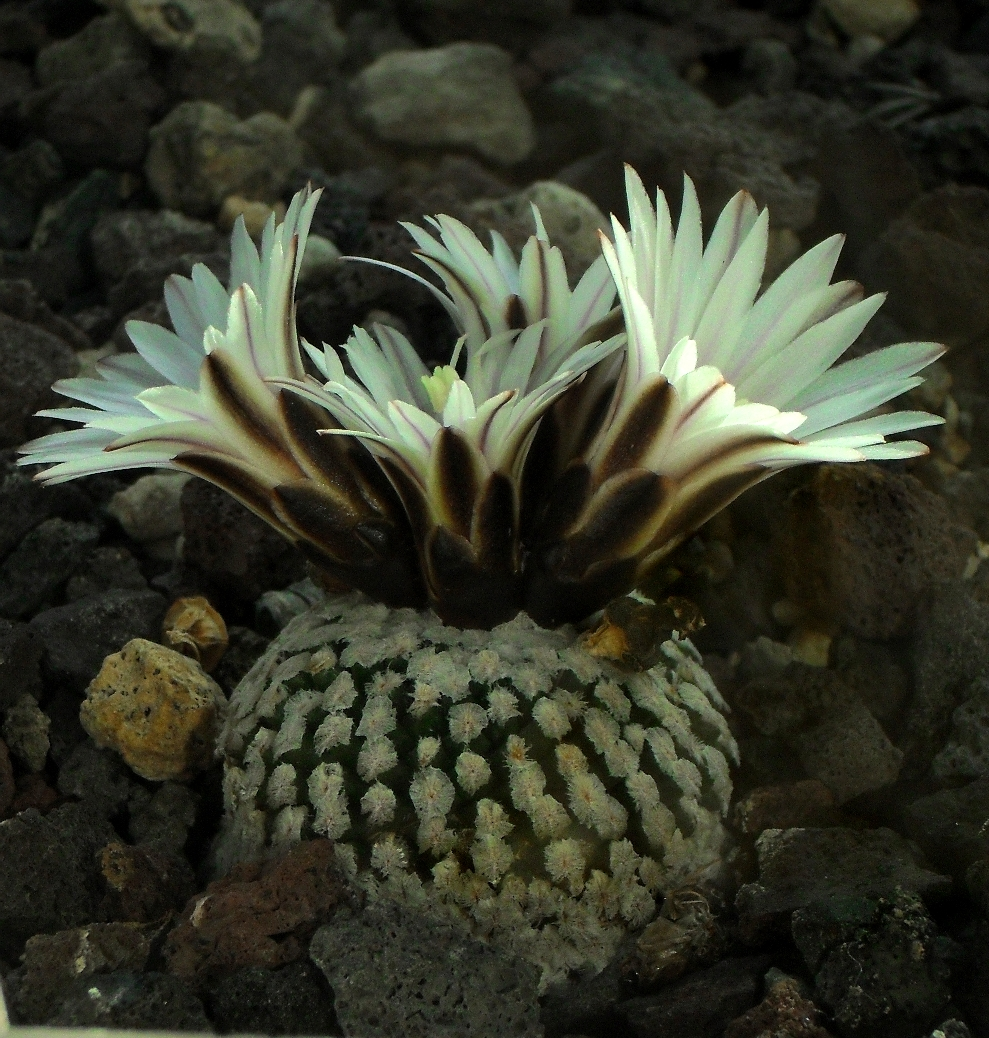
Die weißblühende Form von Turbinicarpus valdezianus

Turbinicarpus valdezianus ist eine Pflanzenart in der Gattung Turbinicarpus aus der Familie der Kakteengewächse (Cactaceae). Das Artepitheton valdezianus ehrt L. Valdez, eine Schwägerin von Heinrich Möller.

## Beschreibung
Turbinicarpus valdezianus wächst einzeln mit grünen, niedergedrückt kugelförmigen bis etwas kugelförmig-zylindrischen Körpern, die durch die dichte Bedornung weiß erscheinen, und hat eine verdickte Sprossrübe und Faserwurzeln. Die Körper erreichen Wuchshöhen von 1 bis 2,5 Zentimetern und Durchmesser von 1,5 bis 2,5 (selten bis 4) Zentimetern. Ihre abgeflachten Höcker sind 2 bis 3 Millimeter hoch. Ein Mitteldorn ist nicht vorhanden. Die mehr als 25 weißen Randdornen sind sternenförmig ausstrahlend angeordnet und werden 1 bis 1,5 Millimeter lang.
Die in der Regel weißen Blüten weisen einen unterschiedlich breiten, magentafarbenen Mittelstreifen auf oder sind fast völlig weiß. Sehr selten sind sie einheitlich magentafarben. Die Blüten sind 2,2 bis 2,5 Zentimeter lang und weisen Durchmesser von 2 bis 2,5 (selten bis 3,5) Zentimetern auf. Die rundlichen bis tönnchenförmigen Früchte sind dunkel grünlich braun, trocknen papierartig ein und sind brüchig. Sie reißen von der Basis her auf, sind 1 bis 1,3 Zentimeter lang und besitzen Durchmesser von 6 bis 7 Millimetern.

## Systematik, Verbreitung und Gefährdung
Turbinicarpus valdezianus ist in den mexikanischen Bundesstaaten Coahuila, Nuevo León, Zacatecas und San Luis Potosí verbreitet.
Die Erstbeschreibung als Pelecyphora valdeziana erfolgte 1930 durch Heinrich Möller. Charles Edward Glass und Robert Alan Foster stellten die Art 1977 in die Gattung Turbinicarpus. Weitere nomenklatorische Synonyme sind Echinocactus valdezianus (H.Moeller) Boed. (1930), Thelocactus valdezianus (H.Moeller) Borg (1937), Mammillaria valdeziana (H.Moeller) H.P.Kelsey & Dayton (1942), Gymnocactus valdezianus (H.Moeller) Backeb. (1966), Normanbokea valdeziana (H.Moeller) Kladiwa & Buxb. (1969), Pseudosolisia valdeziana (H.Moeller) Y.Itô (1981), Neolloydia valdeziana (H.Moeller) E.F.Anderson (1986) und Pediocactus valdezianus (H.Moeller) Halda (1998).
Turbinicarpus valdezianus wird in Anhang I des Washingtoner Artenschutz-Übereinkommen geführt. In der Roten Liste gefährdeter Arten der IUCN ist sie als „Vulnerable (VU)“, d. h. als gefährdet eingestuft.

## Nachweise